# Ghiacciaio Rim
Il ghiacciaio Rim è un ghiacciaio lungo circa 10 km situato nella regione centro-occidentale della Dipendenza di Ross, in Antartide. Il ghiacciaio, il cui punto più alto si trova a circa 2000 m s.l.m., si trova in particolare all'estremità settentrionale della dorsale Willett, nell'entroterra della costa di Scott, dove fluisce verso nord partendo dall'Altopiano Antartico e scorrendo tra il picco Robinson, a ovest, e il picco Vishniac, a est, fino a unire il proprio flusso a quello del ghiacciaio Mackay.

## Storia
Il ghiacciaio Rim è stato mappato dai membri della spedizione Terra Nova, condotta dal 1910 al 1913 e comandata dal capitano Robert Falcon Scott, ma è stato così battezzato solo nel 1995 dal Comitato neozelandese per i toponimi antartici in associazione al fatto che una squadra guidata da Trevor Chinn e impegnata nella mappatura dell'area circostante nella stagione 1992-93 aveva utilizzato una bicicletta come mezzo di trasporto durante l'esplorazione, in inglese, infatti, "rim" significa anche "cerchione". Tale occasione fu utilizzata per battezzare anche altri ghiacciai circostanti, come il Cycle ("bicicletta") e lo Sprocket ("rocchetto").